# Contea di Eureka
La contea di Eureka, in inglese Eureka County, è una contea dello Stato del Nevada, negli Stati Uniti. La popolazione al censimento del 2000 era di 1 651 abitanti. Il capoluogo di contea è Eureka.

## Geografia fisica
La contea si trova nella parte centro-settentrionale del Nevada. L'U.S. Census Bureau certifica che l'estensione della contea è di 10826 km², di cui 10816 km² composti da terra e i rimanenti 10 km² composti di acqua.
Il territorio comprende diverse catene montuose ed è prevalentemente arido. Il fiume Humboldt è il fiume principale.

### Contee confinanti
- Contea di Elko - nord, nord-est
- Contea di White Pine - est
- Contea di Nye - sud
- Contea di Lander - ovest

## Storia
La contea fu istituita nel 1873 da parti della contea di Lander. Deve il suo nome al termine greco "eureka".

## Comuni

### Census-designated place
- Eureka (capoluogo)
- Crescent Valley

### Comunità non incorporate
- Beowawe
- Harney
- Palisade
- Primeaux

### Città fantasma
- Alpha
- Ruby Hill